# Jens Henrik Thulesen Dahl
Jens Henrik Winther Thulesen Dahl (født 20. juli 1961 i Brædstrup) er en dansk konsulent og politiker, der siden folketingsvalget 2011 har været medlem af Folketinget valgt i Assenskredsen (Fyns Storkreds). Han har repræsenteret Danmarksdemokraterne siden 18. august 2022. Han blev valgt til Folketinget for Dansk Folkeparti, men meldte sig ud af partiet i juni 2022. Thulesen Dahl er også medlem af byrådet i Assens Kommune.

## Baggrund
Thulesen Dahl, der er storebror til folketingsmedlem og tidligere DF-leder, Kristian Thulesen Dahl, blev nysproglig student fra Rosborg Gymnasium i 1980 og læste derefter til civilingeniør i indeklima og energiøkonomi på Aalborg Universitet, hvorfra han dimitterede i 1985. Han har senere (2009) gennemført en diplomuddannelse i ledelse fra VIA University College.
Efter endt uddannelse blev Jens Henrik Thulesen Dahl ansat som fagingeniør i det rådgivende ingeniørfirma Nellemann i Aalborg. Her var han til han i 1989 blev ansat som projektingeniør i Carl Bro. Han kom i 1994 til Udviklingshuset under Aarhus Kommune som arbejdsmiljøkonsulent, og blev sideløbende med den stilling konstitueret leder af Aarhus Kommunes bedriftssundhedstjeneste i 1999. Fra 2000 til 2006 fungerede han som souschef samme sted. Fra 2008 til han blev indvalgt i Folketinget var han arbejdsmiljøkonsulent i Aarhus Kommunes HR-afdeling. Sideløbende med sine øvrige erhvervsaktiviteter var han fra 1986 til 1991 tilknyttet Institut for Bygningsteknik ved Aalborg Universitet som ekstern undervisningsassistent, og fra 2001 til 2011 som ekstern underviser i indeklima og støj ved Ergo- og Fysioterapiskolen i Aarhus. Siden 2008 har han desuden haft egen konsulentvirksomhed.
Thulesen Dahl er gift med Helle Winther Dahl. De har 3 børn.
I 2021 blev han slået til Ridder af Dannebrog.

## Politisk karriere
Han meldte sig ind i Dansk Folkeparti i 2006, og blev i 2009 valgt til Assens Byråd for partiet. Han blev i 2010 partiets folketingskandidat i Assenskredsen, og blev valgt ved folketingsvalget 2011.
Han var da den eneste ingeniør i Folketinget.
Med 9.923 personlige stemmer vandt han et kredsmandat i Fyns Storkreds for partiet ved Folketingsvalget 2015. Han blev genvalgt til Folketinget med 2.913 personlige stemmer i 2019.
Han var Dansk Folkepartis uddannelses- og forskningsordfører i sin tid som folketingsmedlem for partiet.
24. juni meldte Thulesen Dahl sig ud af Dansk Folkeparti. Dagen forinden havde Dansk Folkepartis afdeling i Assens valgt Lars Kolling til afdelingens folketingskandidat i Assenskredsen i stedet for Thulesen Dahl, og lokalformand Torben Trafik havde i protest meldt sig ud af partiet efter opstillingsmødet.
Han var løsgænger til august 2022 hvor han skiftede til Danmarksdemokraterne og også blev folketingskandidat for Danmarksdemokraterne i Fyns Storkreds.
Jens Henrik Thulesen Dahl var været medlem af byrådet i Assens Kommune siden 2009.